# Acronicta cyanescens
Acronicta cyanescens là một loài bướm đêm thuộc họ Noctuidae. Nó được tìm thấy ở miền tây Bắc Mỹ, từ cực tây nam Alberta về phía tây, và về phía nam đến New Mexico.
Sải cánh dài 45–47 mm. Con trưởng thành bay từ tháng 6 đến tháng 7 làm một đợt tùy theo địa điểm.